# リチャード・ゴフ
リチャード・チャールズ・ゴフ（Richard Charles Gough, 1962年4月5日 - ）は、スウェーデン・ストックホルム出身の元サッカー選手。元スコットランド代表。ポジションはDF。

## 経歴

### 幼少期
スコットランド人の父親とスウェーデン人の母親の下で生まれる。生まれはスウェーデンだが、サッカー選手の父チャーリーが南アフリカリーグのクラブでプレーしていた為、幼少期は南アフリカで育った。1978年7月にイングランドへと渡り、チャールトン・アスレティックFCのユースに加入するが、1年で退団し、南アフリカに戻った。

### ダンディー・U
1980年2月に父の母国スコットランドのチーム、ダンディー・ユナイテッドFCに加入。1982-83シーズンのクラブ史上初のリーグ優勝に貢献すると、翌1983-84シーズンのUEFAチャンピオンズカップでは準決勝進出に貢献。準決勝ではASローマに2試合合計2-3で敗れ、決勝進出はならなかった。1985-86シーズンにはスコットランドPFA年間最優秀選手賞を受賞した。

### トッテナム
1986年、75万ポンドの移籍金でトッテナム・ホットスパーFCに移籍。1986-87シーズンにはFAカップ決勝進出に貢献。しかし決勝でコヴェントリー・シティFCに敗れた。

### レンジャーズ
1987年、当時のスコットランド史上最高額の100万ポンドの移籍金でレンジャーズFCに移籍。移籍初年度からリーグカップ優勝に貢献すると、2年目の1988-89シーズンから1996-97シーズンまでのスコティッシュ・フットボールリーグ9連覇にキャプテンとして貢献した。1988-89シーズンにはスコットランド・サッカー記者協会年間最優秀選手賞を受賞。レンジャーズでは1992-93の国内3冠を含む18のタイトル獲得に貢献。公式戦通算427試合に出場し、37ゴールを決めた。

### MLS
1997年5月、メジャーリーグサッカーのカンザスシティ・ウィザーズに加入。MLSベストイレブンに選ばれる活躍を見せた。1997年10月に一度古巣レンジャーズに復帰したが、1998年にサンノゼ・クラッシュへと加入し、再びMLSでプレーした。1999年3月にノッティンガム・フォレストFCにローン移籍で加入したが、チームは20位でプレミアリーグから降格した。

### エヴァートン
1999年にレンジャーズ時代の指揮官であるウォルター・スミスが監督を務めるエヴァートンFCへと加入。2000-01シーズンにはキャプテンを務めたのち、2001年5月に現役を引退した。

### スコットランド代表
1983年にジョック・ステイン監督が指揮を取るサッカースコットランド代表で初キャップを記録。その後主力メンバーとしてプレーし、1986 FIFAワールドカップや1990 FIFAワールドカップ、UEFA EURO '92の代表メンバーに選ばれた。出身地のスウェーデンで開催されたEUROでは代表のキャプテンを務めた。
1993年に代表引退。

### 監督時代
2004年11月にスコティッシュ・プレミアリーグのリヴィングストンFCの監督に就任したが、クラブと上層部との関係が悪くなり、1シーズンで辞任した。

## タイトル

### クラブタイトル
ダンディー・ユナイテッド
- スコティッシュ・フットボールリーグ:1982-83

レンジャーズ
- スコティッシュ・フットボールリーグ:1988-89,1989-90,1990-91,1991-92,1992-93,1993-94,1994-95,1995-96,1996-97
- スコティッシュカップ:1991-92,1992-93,1995-96
- スコティッシュリーグカップ:1987-88,1988-89,1990-91,1992-93,1993-94,1996-97

### 個人
- スコットランドPFA年間最優秀選手賞:1985-86
- スコットランド・サッカー記者協会年間最優秀選手賞:1988-89
- スコットランドサッカー殿堂:2006
- Scottish FA International Roll of Honour:1990